# Laitue romaine
Variété
Classification phylogénétique

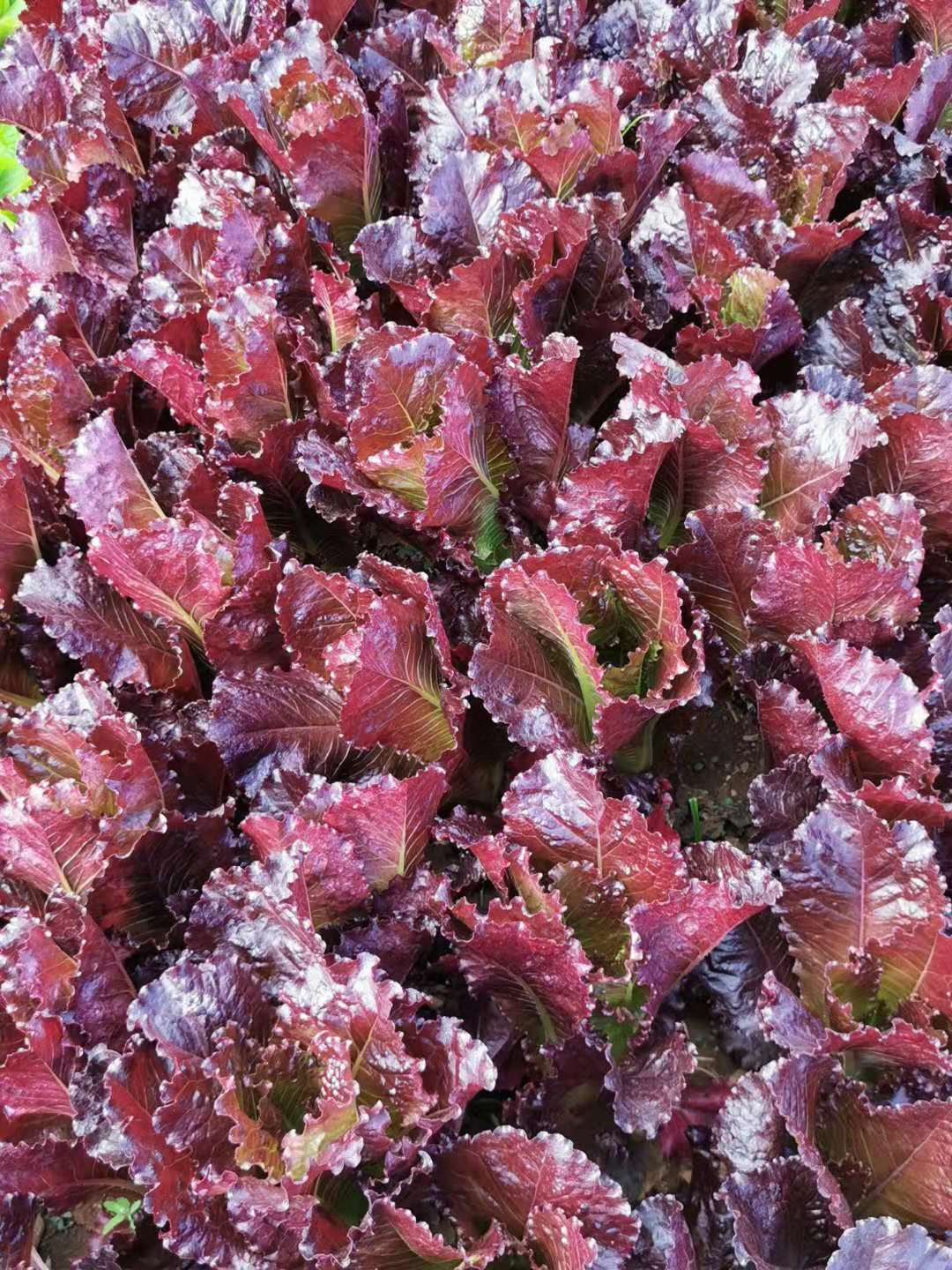
Laitue romaine "violette".

La laitue romaine (Lactuca sativa var. longifolia) est une variété de laitue qui pousse avec un cœur ferme et une longue tête de feuilles robustes. Au contraire de la plupart des laitues, elle tolère une chaleur élevée. Elle ne présentait pas de cœur à l'origine, mais la sélection tend à améliorer sa formation.

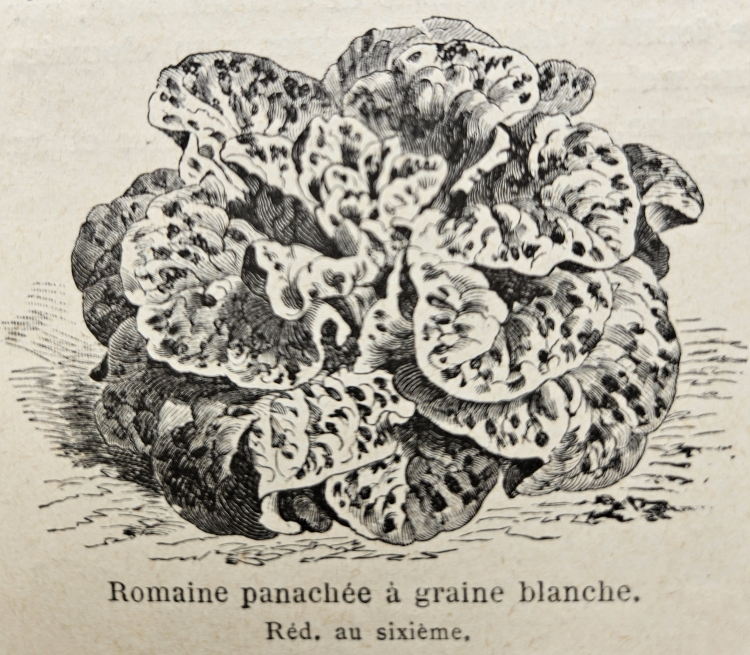
Illustration de laitue romaine panachée à graine blanche dans Vilmorin 1925

## Sécurité alimentaire
Au Canada, la laitue romaine fait l'objet de mises en garde régulières de l'Agence de la santé publique du Canada, car elle est associée à des éclosions récurrentes de la bactérie E. coli, en particulier le sérotype Escherichia coli O157:H7Les rappels concernent généralement, de la laitue en provenance des États-Unis.

## Symbolique

### Calendrier républicain
- Dans le calendrier républicain, la Romaine était le nom attribué au 22e jour du mois de germinal[2], équivalant généralement à chaque 11 avril du calendrier grégorien.